# Ralph Staub
Ralph Staub (ur. 21 lipca 1899 w Chicago, zm. 22 października 1969 w Los Angeles) – amerykański producent filmowy, scenarzysta i reżyser.

## Filmografia
scenarzysta
- 1935: Screen Snapshots Series 15, No. 4
- 1945: Screen Snapshots Series 25, No. 1: 25th Anniversary
- 1957: The Heart of Show Business

reżyser
- 1930: Screen Snapshots Series 9, No. 20
- 1935: Keystone Hotel
- 1946: Screen Snapshots: The Skolsky Party
- 1957: The Heart of Show Business

producent
- 1932: Screen Snapshots
- 1944: 50th Anniversary of Motion Pictures
- 1954: Screen Snapshots: Memories in Uniform
- 1957: The Heart of Show Business

## Nagrody i nominacje
Został trzykrotnie nominowany do Oscara, a także posiada swoją gwiazdę na Hollywoodzkiej Alei Gwiazd.